# 圣玛丽 (康塔尔省)
圣玛丽（法語：Sainte-Marie，法語發音：[sɛ̃t maʁi] ⓘ）是法国康塔尔省的一个市镇，位于该省南部，属于圣弗卢尔区。

## 地理
圣玛丽（44°52'39"N, 2°53'8"E）面积17.87 平方千米，位于法国奥弗涅-罗讷-阿尔卑斯大区康塔爾省，该省份为法国中南部省份，位于法國中央高原中心，北起科雷兹省、上盧瓦爾省和多姆山省，西接洛特省和科雷兹省，南至阿韦龙省和洛特省，东临上盧瓦爾省和洛泽尔省。
与圣玛丽接壤的市镇（或旧市镇、城区）包括：康图万、埃斯皮纳斯、古尔迪耶日、略塔代斯、波扬克、皮埃尔福、特吕耶尔河畔讷韦格利斯。

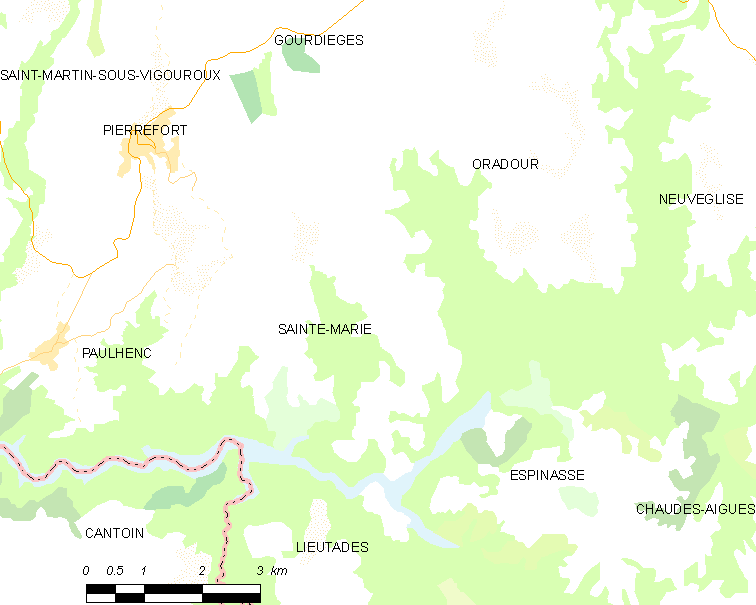
的OSM定位图

圣玛丽的时区为UTC+01:00、UTC+02:00（夏令时）。

## 行政
圣玛丽的邮政编码为15230，INSEE市镇编码为15198。

## 政治
圣玛丽所属的省级选区为圣弗卢尔第二县。

## 人口

1962-2008年间人口变化图示

圣玛丽于2022年1月1日时的人口数量为103人。